# ریسک‌های تجاری
ریسک تجاری به امکان کسب سود ناکافی یا ضرر و زیان در یک فعالیت بازرگانی اشاره دارد. هر سازمان و کسب‌وکاری در حین انجام فعالیت تجارتی خود با عوامل خطرآفرین گوناگونی روبرو است.ریسک تجاری به معنای عدم اطمینان در سود یا خطر زیان و رویدادهایی است که می‌تواند به دلیل برخی مسائل پیش‌بینی نشده در آینده (برای مثال: تغییر در سلیقه مشتری، تغییر ترجیحات مصرف‌کنندگان، اعتصابات، افزایش رقابت، تغییر در سیاست‌های دولت، منسوخ شدن و غیره ) ایجاد مشکل کند و باعث شکست در کار شود.
ریسک تجاری شامل تمام هزینه های یک تاجر یا یک شرکت در اجرای تجارت خود می شود.به عنوان مثال، شرکتی که قادر به فروش محصولات و پوشش هزینه های عملیاتی خود نباشد، ریسک تجاری بیشتری دارد. یک شرکت ممکن است با خطرات مختلفی در عملیات، تدارکات، خرابی دستگاه‌ها، اعتصابات کارمندان و غیره مواجه شود.
در بازار، ریسک‌ها ممکن است به دلیل نوسانات قیمت‌ها، تغییر روند و مد، اشتباه در پیش‌بینی فروش و غیره ایجاد شوند. علاوه بر این، ممکن است اموال و دارایی‌ها به دلیل آتش‌سوزی، سیل، زلزله، شورش یا جنگ و ناآرامی سیاسی از بین برود که ممکن است باعث وقفه‌های ناخواسته در کار شود؛ بنابراین ریسک‌های تجاری بسته به ماهیت یک فعالیت بازرگانی و عملیات آن ممکن است به اشکال مختلف رخ دهد.
ریسک‌های تجاری ۲ نوع هستند:
ریسک‌های داخلی (ریسک‌های ناشی از مسائل درونی کسب و کار) و ریسک‌های خارجی (ریسک‌های ناشی از رویدادهای خارج از کسب و کار) 
- ریسک‌های داخلی ممکن است ناشی از عوامل زیر باشند:
  - عوامل انسانی (مثلاً اعتصاب کارکنان)
  - عوامل فناورانه (فناوری‌های نوظهور)
  - عوامل فیزیکی (از کار افتادن ماشین آلات)
  - عوامل عملیاتی (دسترسی به اعتبار، کاهش هزینه، تبلیغات)
- ریسک‌های خارجی ممکن است ناشی از عوامل زیر باشند:
  - عوامل اقتصادی (ریسک‌های بازار، فشار قیمت‌گذاری،...)
  - عوامل طبیعی (سیل، زلزله، ...)
  - عوامل سیاسی (قوانین و مقررات تعیین شده توسط دولت ها).

بسیاری از ریسک های تجاری می توانند به یکدیگر مرتبط باشند.با ظهور بیماری کرونا در سال ۲۰۱۹، بسیاری از کسب و کار ها قربانی آسیب به بازارها شدند. بسیاری از ریسک های داخلی در شرکت ها از جمله تحول در ارتباطات به روش های ارتباطاتی آنلاین، در تجارت پدید آمد.

## طبقه‌بندی
ریسک تجاری به انواع زیر طبقه‌بندی می‌شود:
1. ریسک استراتژیک
  1. محیط بازرگانی: تعامل خریداران و فروشندگان برای خرید و فروش کالا و خدمات، تغییر در عرضه و تقاضا، ساختارهای رقابتی و معرفی فناوری‌های جدید.
  2. معاملات: جابجایی دارایی ها از ادغام ها و تملک ها، اتحادها و سرمایه گذاری های مشترک.
  3. روابط سرمایه گذار: راهبرد برای برقراری ارتباط با افرادی که سرمایه گذاری کرده اند.
2. ریسک مالی: ریسک‌های مرتبط با ساختار مالی و معاملات است.
3. ریسک عملیاتی: ریسک‌های مرتبط با رویه‌های عملیاتی و اداری است.
4. ریسک قانونی
5. ریسک بازار

سایر ریسک‌ها: مانند بلایای طبیعی ازقبیل (سیل)